# شهرستان کالدول (میزوری)
شهرستان کالدول، میزوری (به انگلیسی: Caldwell County, Missouri) یک سکونتگاه مسکونی در ایالات متحده آمریکا است که در میزوری واقع شده‌است.

## خصوصیات
شهرستان کالدول ۱٬۱۱۶٫۲۹ کیلومترمربع مساحت دارد.